# Pentachaeta physopus
Pentachaeta physopus är en tvåvingeart som beskrevs av Mcalpine 1985. Pentachaeta physopus ingår i släktet Pentachaeta och familjen myllflugor. Inga underarter finns listade i Catalogue of Life.